# Joe Beresford
Joseph Beresford (26 tháng 2 năm 1906 –  26 tháng 2 năm 1978)  là một cầu thủ bóng đá người Anh, thi đấu hơn 250 trận cho Aston Villa. Beresford gia nhập Villa từ Mansfield Town năm 1927 và năm 1935 ra đi để đến Preston North End.
Ông có một lần ra sân cho đội tuyển Anh ngày 16 tháng 5 năm 1934 trước Tiệp Khắc.